# Stoßwerk

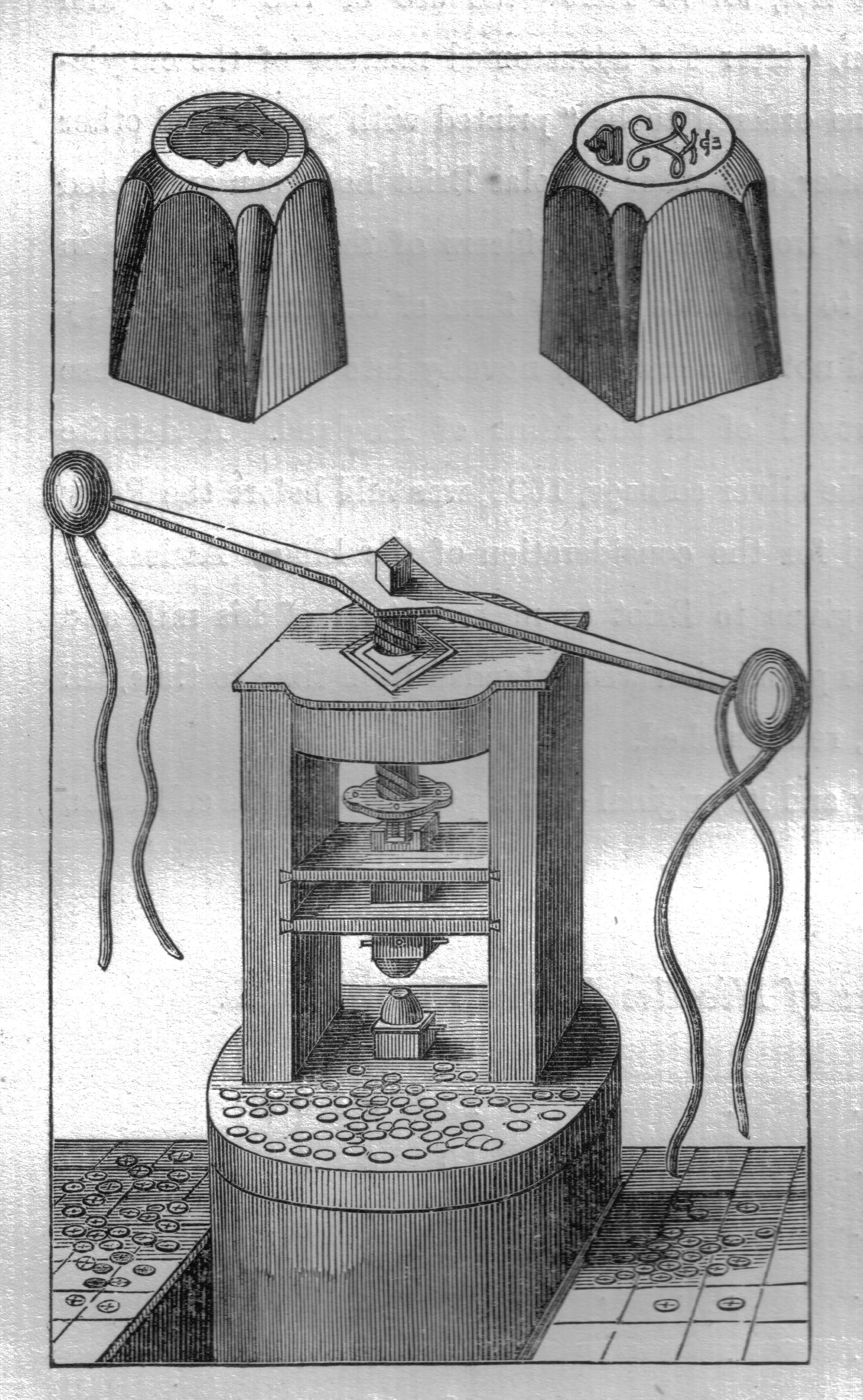
Stoßwerk mit Zugriemen und Stempeln

Als Stoßwerk oder Balancier werden Münz- und Medaillenprägeeinrichtungen bezeichnet, die nach dem Prinzip der Spindelpresse funktionieren. Während Stoßwerke zusammen mit anderen technischen Neuerungen die Hammerprägung weitgehend verdrängten, wurden sie selbst im 19. Jahrhundert von der Kniehebelpresse überholt. Weitere historische Bezeichnungen für das Stoßwerk sind Schraubenstoßwerk, Spindelwerk, Druckwerk und Anwurf.
Der Oberstempel eines Stoßwerks wird vom unteren Ende einer Spindelschraube mit großem Druck gegen den Münzrohling gepresst. Der Rohling liegt dabei dem Unterstempel auf. Der Druck entsteht, wenn eine Drehbewegung der Spindel über deren Gewinde in eine senkrechte Bewegung nach unten gelenkt wird. Das obere Ende der Spindelschraube wird durch eine Schwungachse gebildet. An ihren Enden finden sich große Schwungmassen. Je nach Größe des Stoßwerks wurden die Schwungmassen von 2 bis 12 Arbeitern in Bewegung gesetzt. Bei großen Geräten waren an den Schwungmassen Riemen befestigt.
Gegenüber der Hammerprägung hat die Prägung mit dem Balancier den Vorteil, auch große Münzen in einem einzigen Prägevorgang herstellen zu können. Die Notwendigkeit entfällt, mehrmals mit einem (ggf. sehr großen) Hammer zuschlagen zu müssen. Neben der Verletzungsgefahr kam es dabei gelegentlich zu einem Verrutschen der Position von Rohling und/oder Oberstempel. Als Folge entstand ein Doppelschlag genannter Prägefehler. Zudem steigt die Prägeleistung (Prägungen pro Zeitspanne).
Bei der Prägung treten sehr hohe Kräfte auf, die sicher in den Untergrund abgeleitet werden müssen. Stoßwerke waren daher fest mit den Fundamenten der Prägestätten verbunden oder besaßen sogar eigene Fundamente.
Zeitgenössische Abbildungen zeigen, dass neben den Münzarbeitern, die das Stoßwerk anwarfen, eine weitere Person für das Einlegen der Rohlinge und das Entnehmen der geprägten Münze zuständig war. Diese Person saß bei großen Stoßwerken in einer Grube vor dem Gerät. Stoßwerke wurden auch in China genutzt (siehe Abbildung).
Stoßwerke oder Blancierpressen werden neben der Prägung von Münzen oder Medaillen auch für das Ausstanzen von Werkstoffen wie Papier, Leder oder Blechen genutzt.

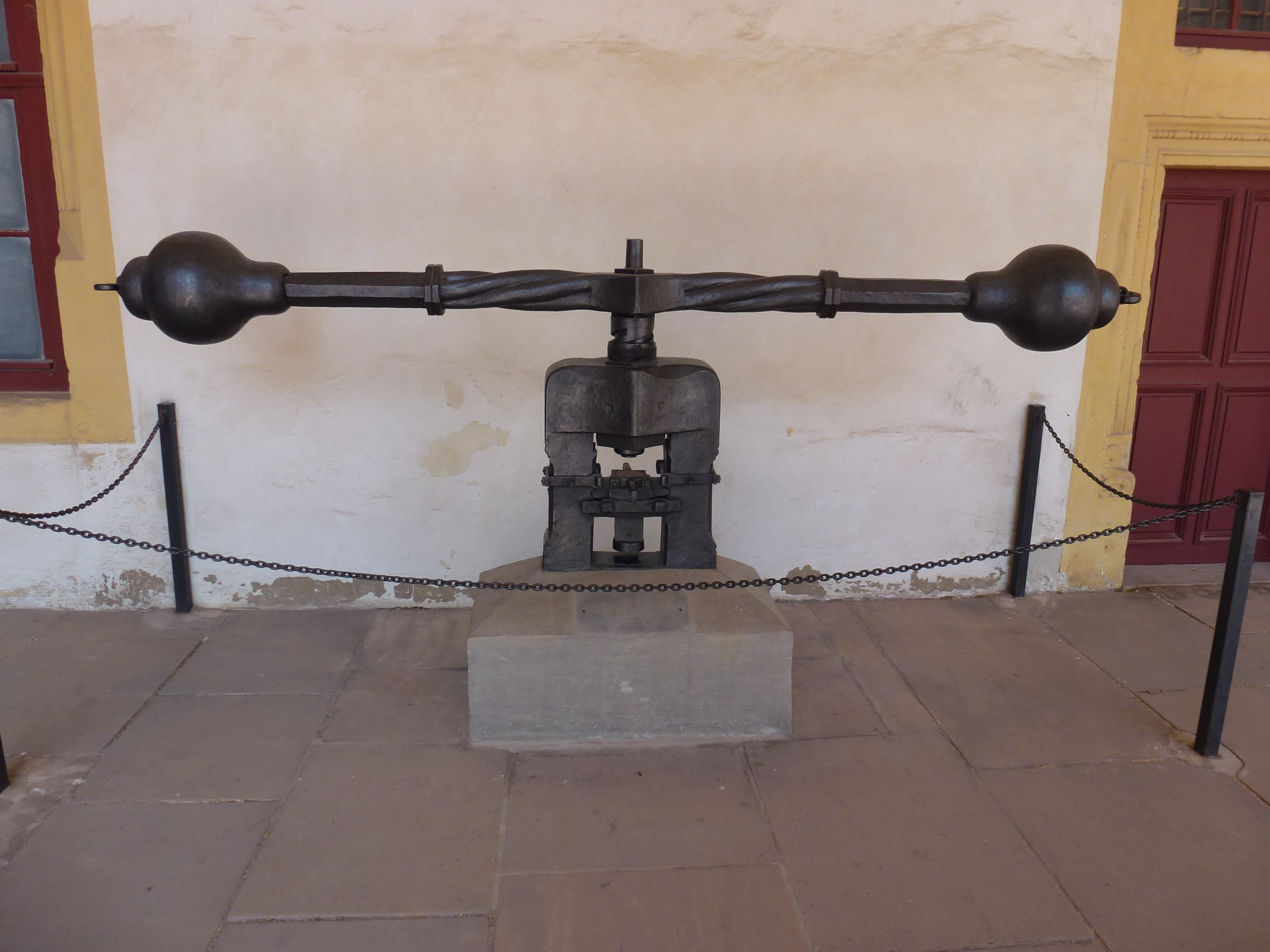
Großes Prägewerk (Stoßwerk) der Münzstätte Gotha, Mitte 18. Jahrhundert
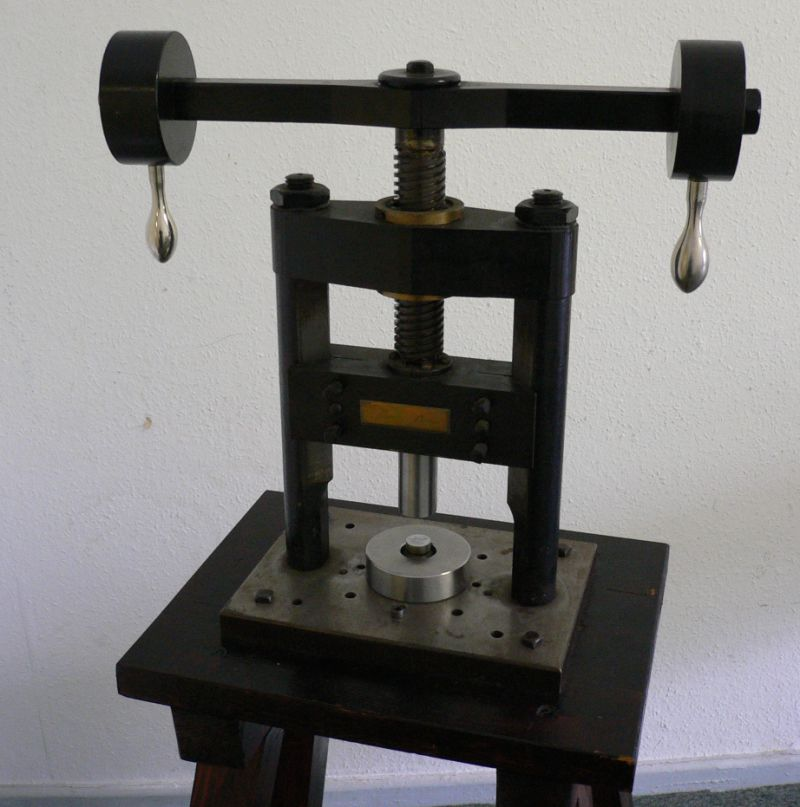
Kleineres Stoßwerk (Rohlinge bis 30 mm)
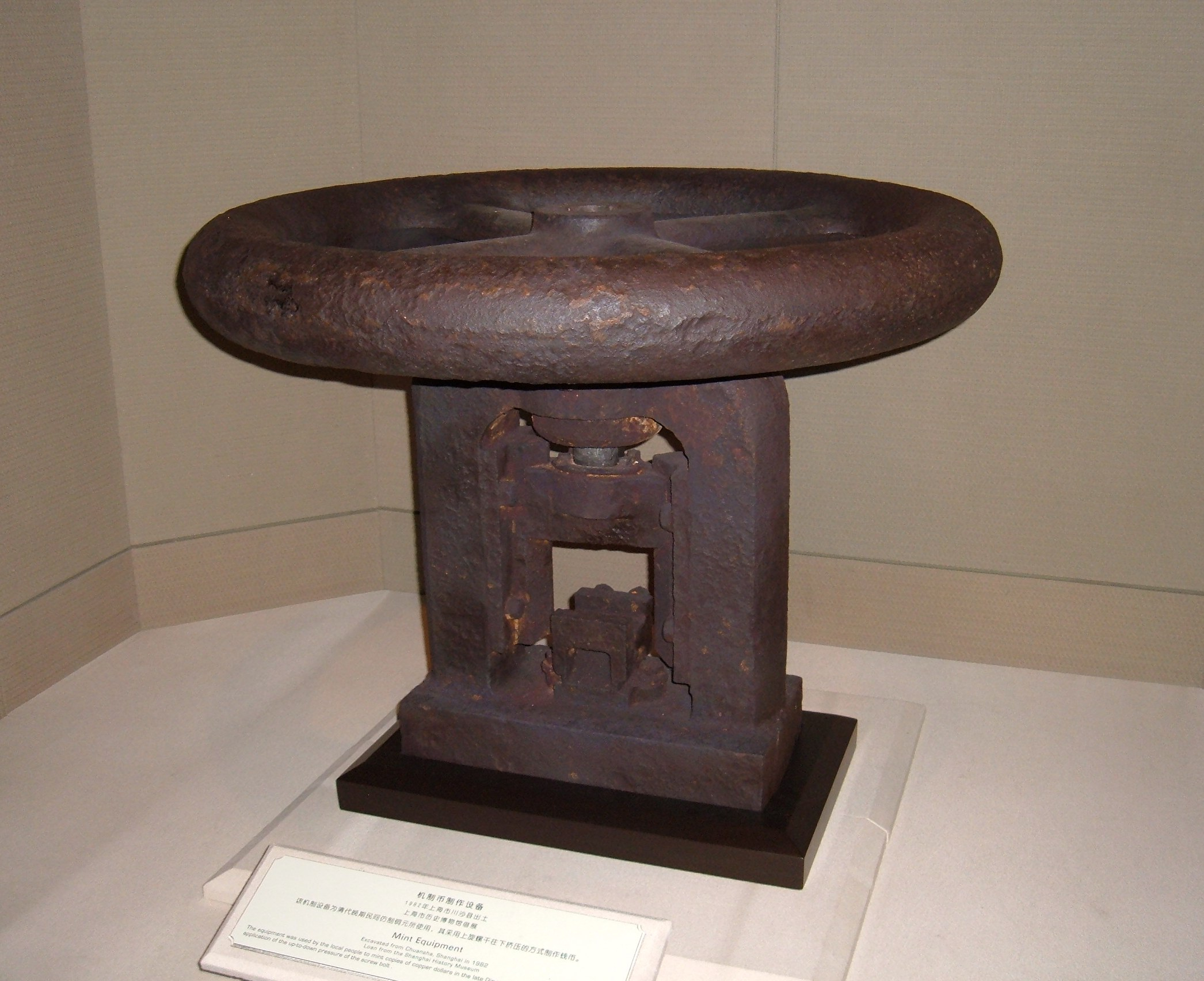
Stoßwerk aus der späten Qing-Dynastie mit Torus-förmiger Schwungmasse
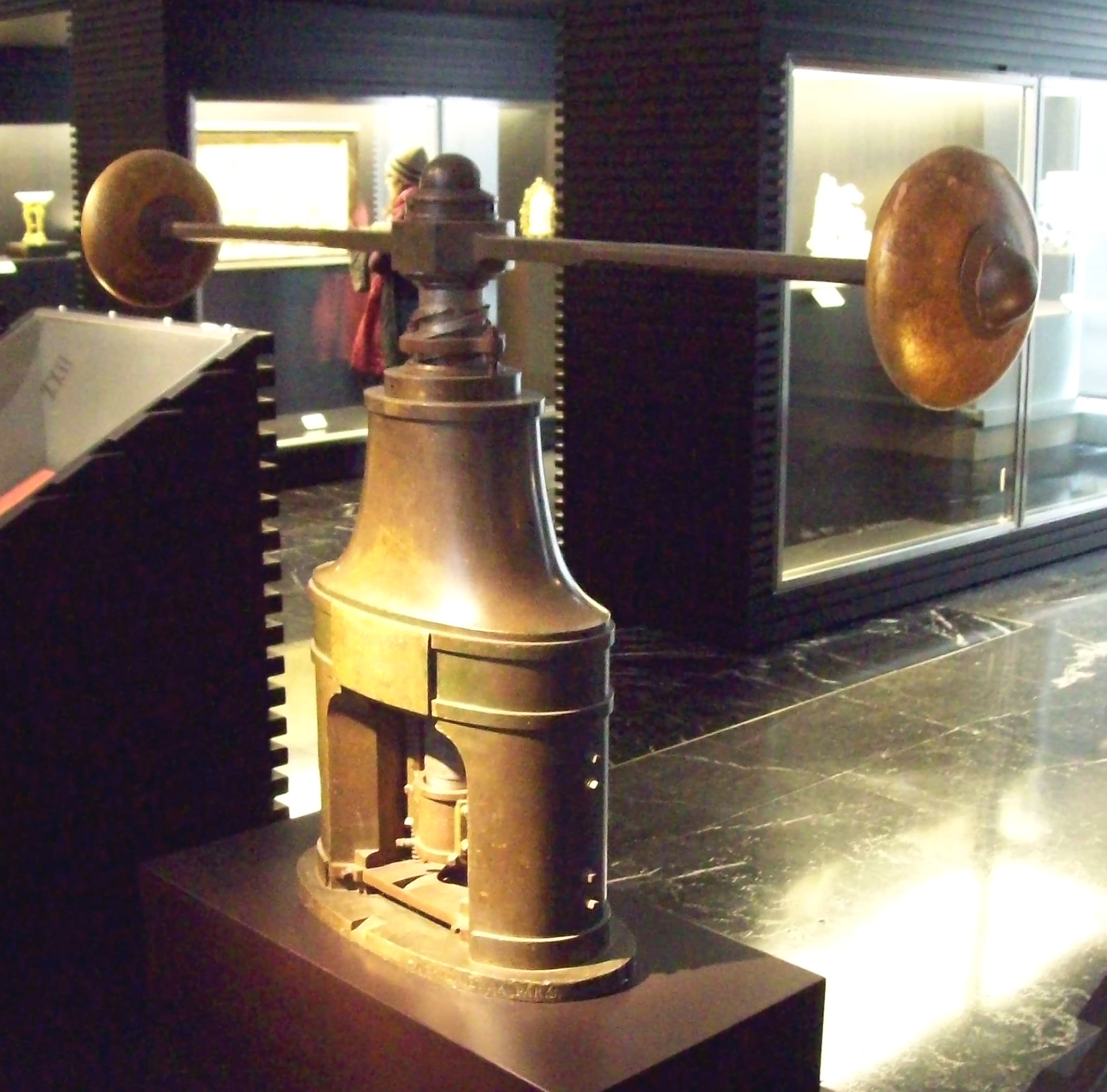
Stoßwerk von 1831
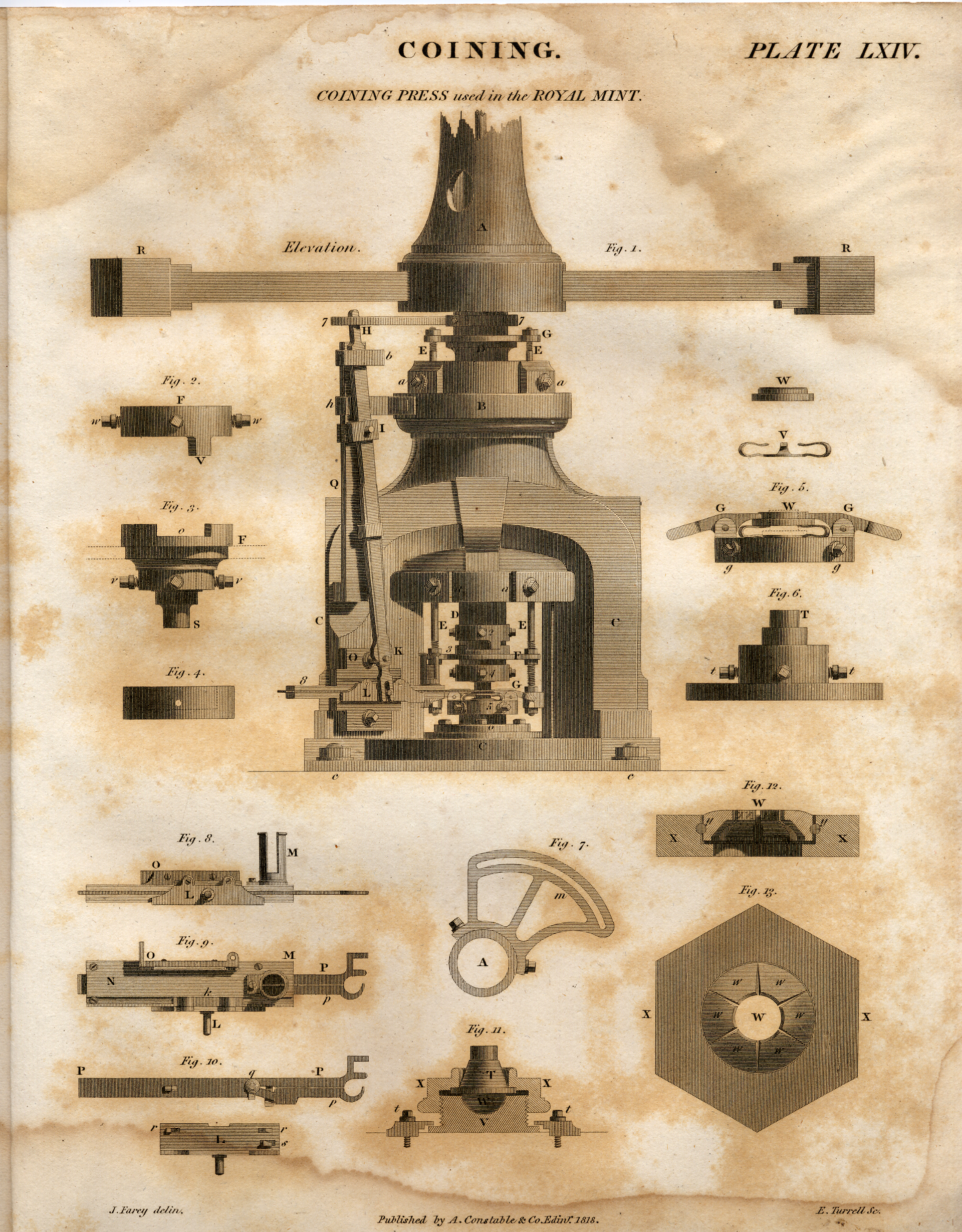
Mechanisiertes Stoßwerk der Royal Mint (Abb. von 1818)